# آلاخوئلا (کانتون)
آلاخوئلا (به لاتین: Alajuela) یک کانتون در کاستاریکا است که در استان آلاخوئلا واقع شده‌است.

## خصوصیات
آلاخوئلا ۳۸۸٫۴۳ کیلومترمربع مساحت و ۲۸۵٬۲۵۹ نفر جمعیت دارد.